# 瀬野汽船

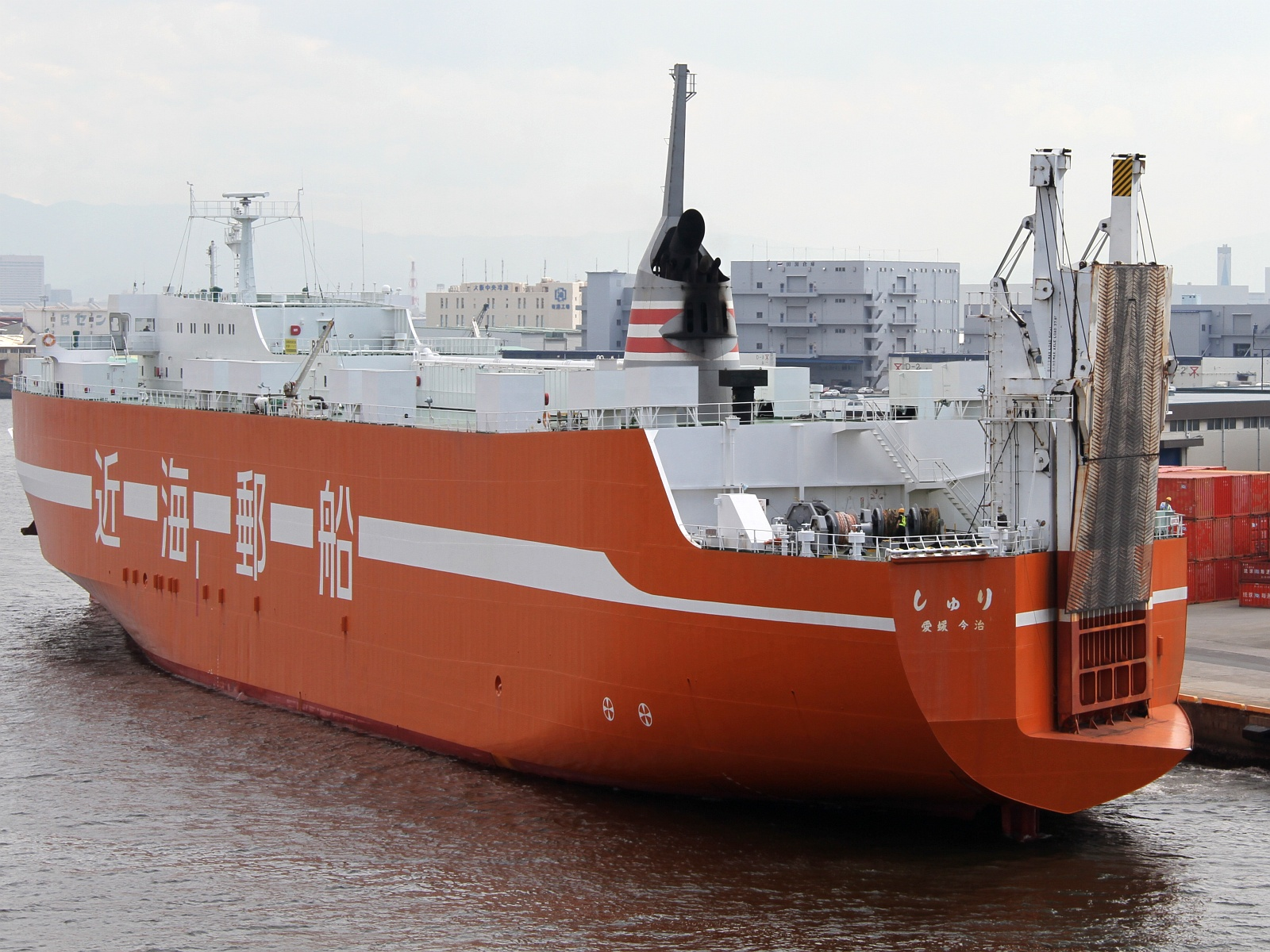
瀬野汽船などが保有するRO-RO船「しゅり」。船尾には同社所在地である「愛媛 今治」の文字が見える。

瀬野汽船株式会社（せのきせん）は、愛媛県今治市共栄町に本社を置く日本の海運会社である。

## 概要
1956年に愛媛県で初めて外航船を建造した企業であり、四国開発フェリー等とともに東京-大阪-那覇間を定期運航するRO-RO船「しゅり」を共同保有し、その運航を近海郵船物流に委託するなど、船舶貸渡業を営んでいる。
また、前述の四国開発フェリー株式会社の主要株主であり、四国開発フェリーの関連会社の九四オレンジフェリー株式会社等ともに企業グループを形成している。本社所在地にはかって富士貯蓄信用組合（1999年に伊予銀行に吸収合併）の本店が置かれていた。
社団法人日本船主協会、及び、社団法人日本海運集会所の会員である。

## 沿革
- 1946年 - 瀬野政次郎と利一が300トン積みの機帆船で事業開始（九州の炭鉱で買い付けた石炭を坂出の塩田まで運び販売していた）[7]。
- 1954年 - 「瀬野汽船有限会社」設立[7]。
- 1956年 - 「瀬野汽船株式会社」に組織変更[7]。
- 1970年 - 四国開発フェリー株式会社を設立。
- 1972年 - 四国開発フェリーが東予～大阪間にフェリー航路を開設。
- 1977年 - 大型遠洋船（36,000トン積み）に挑戦[8]。
- 1978年 - 自動車専用船（4,500台積み）に挑戦[8]。
- 1985年 - ケープサイズバルカー（140,000トン積み）に挑戦[8]。
- 1986年 - ニューヨーク航路コンテナ船（2,500個積み）に挑戦[8]。
- 1987年 - 内航RO-RO船（10,000トン型）に挑戦[8]。
- 1993年 - 国内電力向け石炭船（69,000トン積み）に挑戦[8]。
- 2003年 - 九四オレンジフェリーが九四フェリーボートの事業を継承し、八幡浜～臼杵間にてフェリー航路の運航を開始。鉱炭船（200,000トン積み）に挑戦[8]。
- 2008年 - 鉱石専用船（300,000トン積み）に挑戦[8]。
- 2004年 - 現在地に本社移転。
- 2020年 - 新社屋が新築落成。

## グループ会社
- 四国開発フェリー株式会社（海運業）
  - 九四オレンジフェリー株式会社（海運業）
  - 石鎚株式会社（飲食業）
  - 長山産業株式会社（陸運業）
  - ひうち物流株式会社（陸運業）
- 東予産業株式会社（船舶貸渡業）